# Antonia de Bañuelos Thorndike
Antonia de Bañuelos Thorndike (Marquesa de Alcedo; Roma, Itàlia, 17 de juliol de 1855 - c. 1926) va ser una pintora espanyola. Va passar la major part de la seva vida a París.
Era filla de Miguel de los Santos Bañuelos y Traval, comte de Bañuelos, i va ser deixebla de Charles Joshua Chaplin. Diversos dels seus retrats van cridar l'atenció en l'Exposició de París de 1878, un d'ells un autoretrat. En l'Exposició de 1880, va exposar El guitarrista. Els seus treballs Petits pêcheurs i El despertar d'un nen van ser inclosos en el llibre Women Painters of the World.

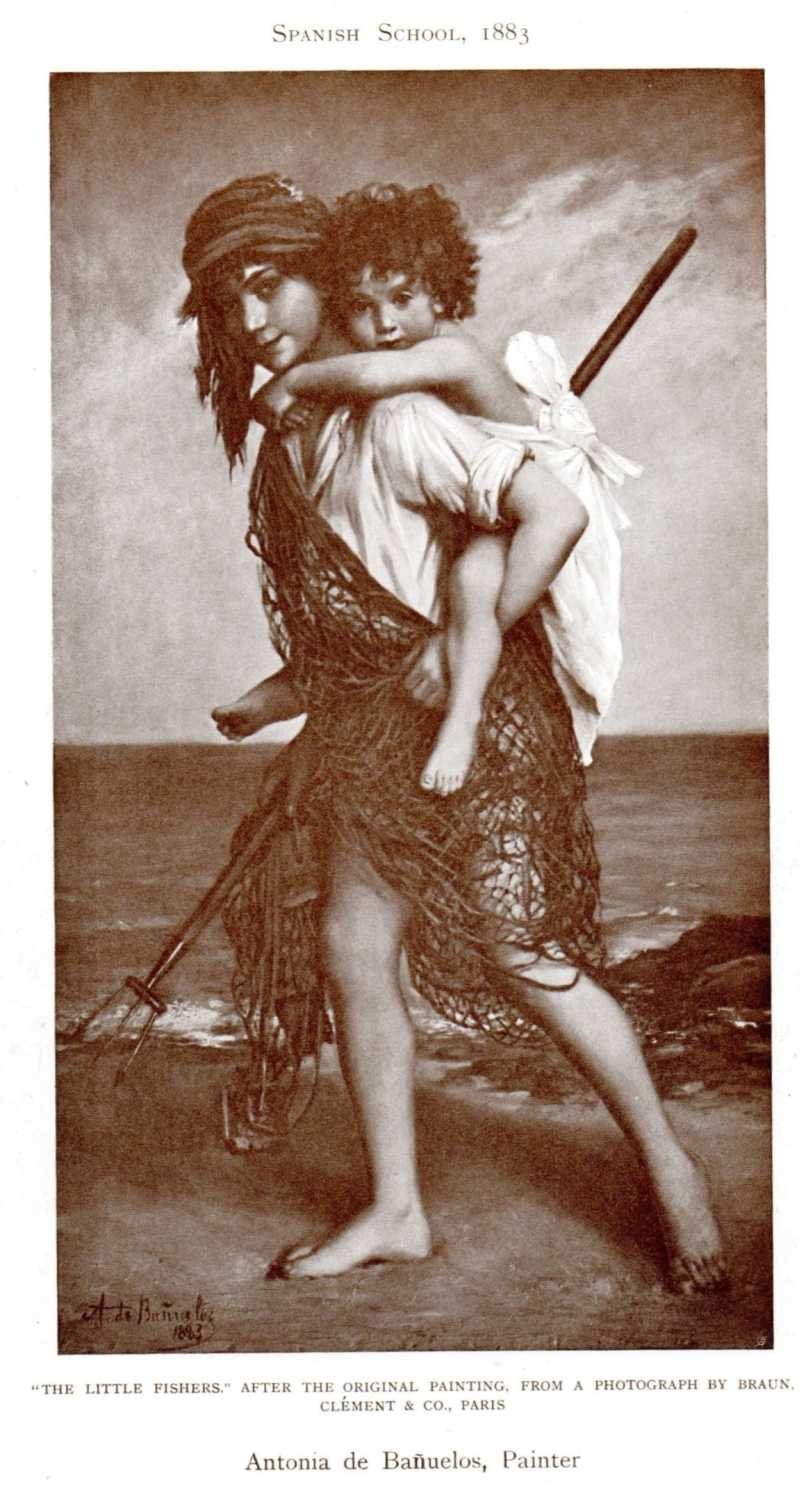
Petits pêcheurs
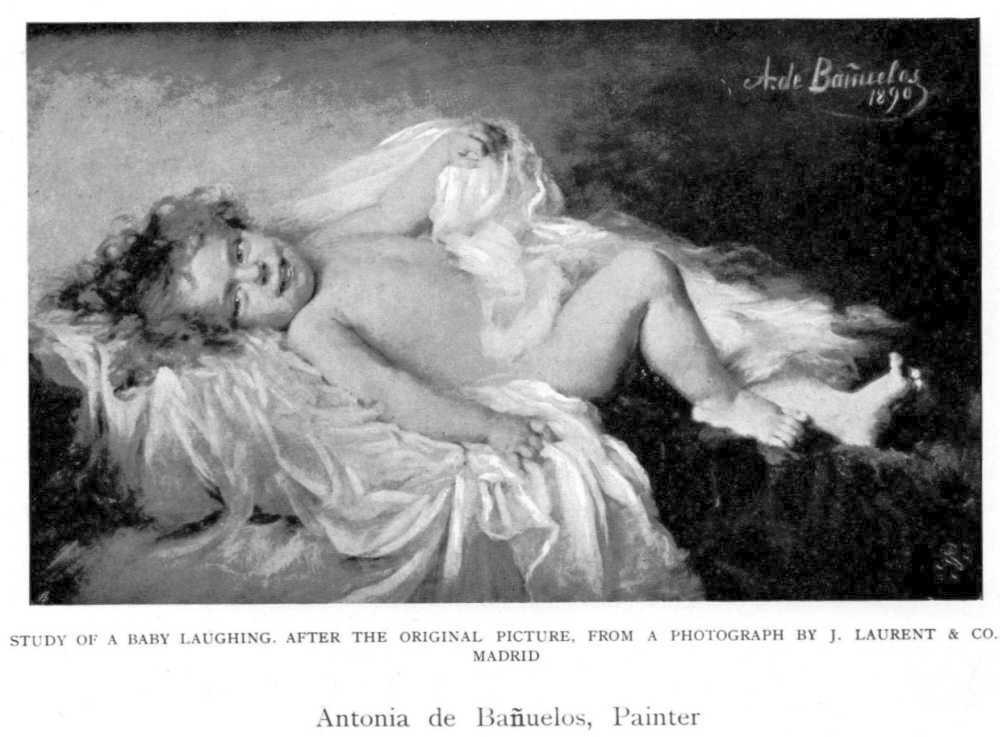
El despertar d'un nen (Col·lecció d'Art de l'Ajuntament d'Alcoi)